# Oleksij Sydorov
Oleksij Ruslanovyč Sydorov (in ucraino Олексій Русланович Сидоров?; Makiivka, 7 giugno 2001) è un calciatore ucraino, centrocampista del Kolos Kovalivka, in prestito dal Metalist 1925.

## Caratteristiche tecniche
È un centravanti.

## Carriera
Cresciuto calcisticamente nelle giovanili dello Šachtar, è passato prima al Metalist e poi al Metalurh Zaporižžja, prima di esordire con quest'ultimi in Perša Liha.
Nel 2024 viene ceduto al Metalist 1925, con cui debutta in Prem"jer-liha.